# Эффект свидетеля (психология)
Эффект свидетеля, эффект постороннего, синдром Дженовезе — психологический эффект, проявляющийся в том, что люди, оказавшиеся свидетелями чрезвычайной ситуации (ДТП, преступления или других), не пытаются помочь пострадавшим. Установлено, что вероятность того, что кто-нибудь из свидетелей начнёт помогать пострадавшим, тем меньше, чем больше людей станут просто стоять и смотреть. Другими словами, каждый из очевидцев считает, что помочь пострадавшим должен не он, а кто-то другой. Наоборот, единственный очевидец понимает, что кроме него помочь пострадавшим больше некому, и действует гораздо решительнее. Несколько факторов могут объяснить проявление данного эффекта. Эти факторы включают: неоднозначность,  диффузию ответственности и групповую сплочённость.

## Исследование по социальной психологии
Эффект свидетеля был впервые представлен Джоном Дарли и Бибом Латане в 1968 после того, как их заинтересовал случай, связанный с убийством Китти Дженовезе в 1964 году. Исследователи провели серию экспериментов, которые выявили один из сильнейших и наиболее повторяющихся эффектов в социальной психологии. В проводимом эксперименте участник действует либо один, либо с группой людей. Перед ними разыгрывается чрезвычайная ситуация, и исследователи оценивают, через какое время участники вмешаются, если они вовлекаются в происшествие. Так например, в одном из экспериментов участники должны были помочь незнакомой женщине на улице, которая плохо себя чувствовала. 70 % участников, которые были одни, вызвались помочь после того, как они увидели, что она упала, и ей действительно плохо. Но в том же эксперименте, где были представлены другие люди на улице, только 40 % предложили помощь.

### Факторы, влияющие на поведение «свидетелей»

#### Экстренные и не экстренные ситуации
Биб Латане и Джон Дарли провели 3 эксперимента, чтобы протестировать эффект свидетеля в не экстренных ситуациях. Их результаты показали, что большое значение имеет то, как именно участников просят о помощи. В одном случае, испытуемых спросили, как их зовут. Большинство людей дали ответ после того, как узнали имя собеседника. В другом случае, свидетелей просили дать в помощь десять центов. Когда участникам объясняли причину вроде «У меня украли кошелек», процент людей, отреагировавших на просьбу был выше (72 %), чем в случае, когда их просто просили о помощи. Таким образом, чем больше информации получает «свидетель», тем больше вероятность того, что он придет на помощь.
Характеристики экстренных ситуаций, которые воздействуют на их очевидцев:
1. Существует угроза нанесения вреда или реальное нанесение вреда
2. Редкие и необычные ситуации
3. Тип поведения, требуемый в ситуации, отличается от ситуации к ситуации
4. Неожиданность ситуации
5. Необходимость немедленных действий

Вследствие этих пяти характеристик, очевидцы проходят через следующие когнитивные и поведенческие процессы:
1. Заметить, что что-то происходит
2. Понять, что ситуация экстренна
3. Прочувствовать уровень ответственности
4. Форма содействия
5. Реализовать выбранное действие

#### Неоднозначность и её последствия
Неоднозначность — фактор, влияющий на то, будет ли человек помогать кому-то, когда это необходимо. В ситуациях, когда свидетель или свидетели события не уверены, нужна ли пострадавшему помощь (высокая неоднозначность), реакция медленная. В ситуациях с низкой неоднозначностью, время, за которое человек начинает действовать, сокращается.

#### Понимание окружающей среды
Будет ли очевидец помогать пострадавшему может быть связано с местом, где разворачивается событие. Если местность ему знакома, вероятность того, что он придет на помощь, больше, чем в обратном случае.

#### Групповая сплоченность
Еще один фактор, который может оказать воздействие на поведение постороннего. Сплоченность подразумевает установленные взаимоотношения между двумя и более людьми. Были проведены эксперименты, чтобы посмотреть на поведение свидетелей в группе знакомых им людей. Из 4 групп студентов, самая сплоченная из них проявила наибольшее содействие к пострадавшим и больший уровень социальной ответственности.

#### Диффузия ответственности
Дарли и Латане (1968) провели исследование касательно диффузии ответственности. Результаты показали, что, если есть присутствие других людей при критической ситуации, очевидцы события возлагают ответственность за решение предпринимать какие-либо действия на чужие плечи.

## Примеры

### Китти Дженовезе
Случай с Китти Дженовезе часто рассматривается как пример «эффекта наблюдателя».
Вечером 13 марта 1964 г. Китти приехала домой и припарковала свою машину. В это время к ней приблизился некто Уинстон Мозли (англ. Winston Moseley), догнал и дважды ударил ножом в спину. Китти закричала, и её крики услышали несколько соседей. Когда один из них крикнул в окно: «Оставь девушку в покое!», Мозли убежал, и Китти медленно пошла к своему дому. Уже к этому моменту она была серьёзно ранена.
Наиболее ранние звонки свидетелей в полицию не несли в себе чёткой информации о происходящем, из-за чего этому вызову не был присвоен высокий приоритет. В частности, отец одного из свидетелей позвонил в полицию и сообщил, что женщину «избили, но она поднялась и ходит вокруг, пошатываясь».
По сообщениям других свидетелей, Мозли уехал на своём автомобиле, но вскоре снова вернулся. Он был занят тем, что прочёсывал окрестности в поисках Дженовезе, пока не обнаружил её лежащей, но ещё в сознании, в коридоре с задней стороны здания. Поскольку это место было незаметным для посторонних свидетелей, он решил довести преступление до конца и нанёс ей ещё несколько ударов. Как можно судить по ножевым порезам на её руках, она пыталась защищаться. После этого он изнасиловал девушку, украл 49 долларов и оставил лежащей. В целом преступление длилось около получаса.
Через несколько минут после последнего нападения свидетель по имени Карл Росс позвонил в полицию. Китти Дженовезе умерла по дороге в клинику. Позднее полиция установила, что не менее десятка (но не 38, как сообщалось в сенсационной публикации «Таймс») свидетелей видели те или иные эпизоды нападения, хотя и не осознавали, насколько серьёзные события происходили на их глазах. Только один из свидетелей (Джозеф Финк) видел ножевые удары во время первого нападения, а второй (Карл Росс) знал о них после второго нападения. Большинство прочих свидетелей были уверены, что крики — обычная ссора между знакомыми или крики пьяных.

### Лери Фростед
22 марта 1998 года, Лери Фростед разместил сообщение в чате, используемом в группе для людей, борющихся с алкоголизмом. В своем сообщении он признался в том, что целенаправленно напился, поджег свой дом, таким образом убив свою дочь. Более 200 человек были онлайн и видели сообщение. Многие выражали гнев, а некоторые защищали его, говоря о том, что это всего лишь его фантазия, вызванная виной в разводе. После продолжительных споров всего 3 человека из 200 сообщили в полицию об убийстве. Фростед признал свою вину 27 марта 1998 года.

### Эсмин Грин
В июне 2008 года, 49-летняя Эсмин Грин скончалась в комнате ожидания в госпитале в Бруклине после 24 часов ожидания помощи. Её состояние проигнорировали другие присутствующие в комнате и 2 охранника.

### Иркутск
В качестве иллюстрации можно привести случай в Иркутске 2 декабря 2009 года, когда на многолюдной улице были сбиты две девушки. Цитата из новостей: «Ужасает людское безразличие, никто даже не остановился, не подбежал на помощь!».